# إد بنيران (تيغيرت)
إد بنيران هي إحدى مشيخات المملكة المغربية، تتبع جغرافيا لإقليم سيدي إفني وإداريًا لتيغيرت. يقدر عدد سكانها بـ 2402 نسمة حسب الإحصاء الرسمي للسكان والسكنى لسنة 2004.